# Subalpiene zone

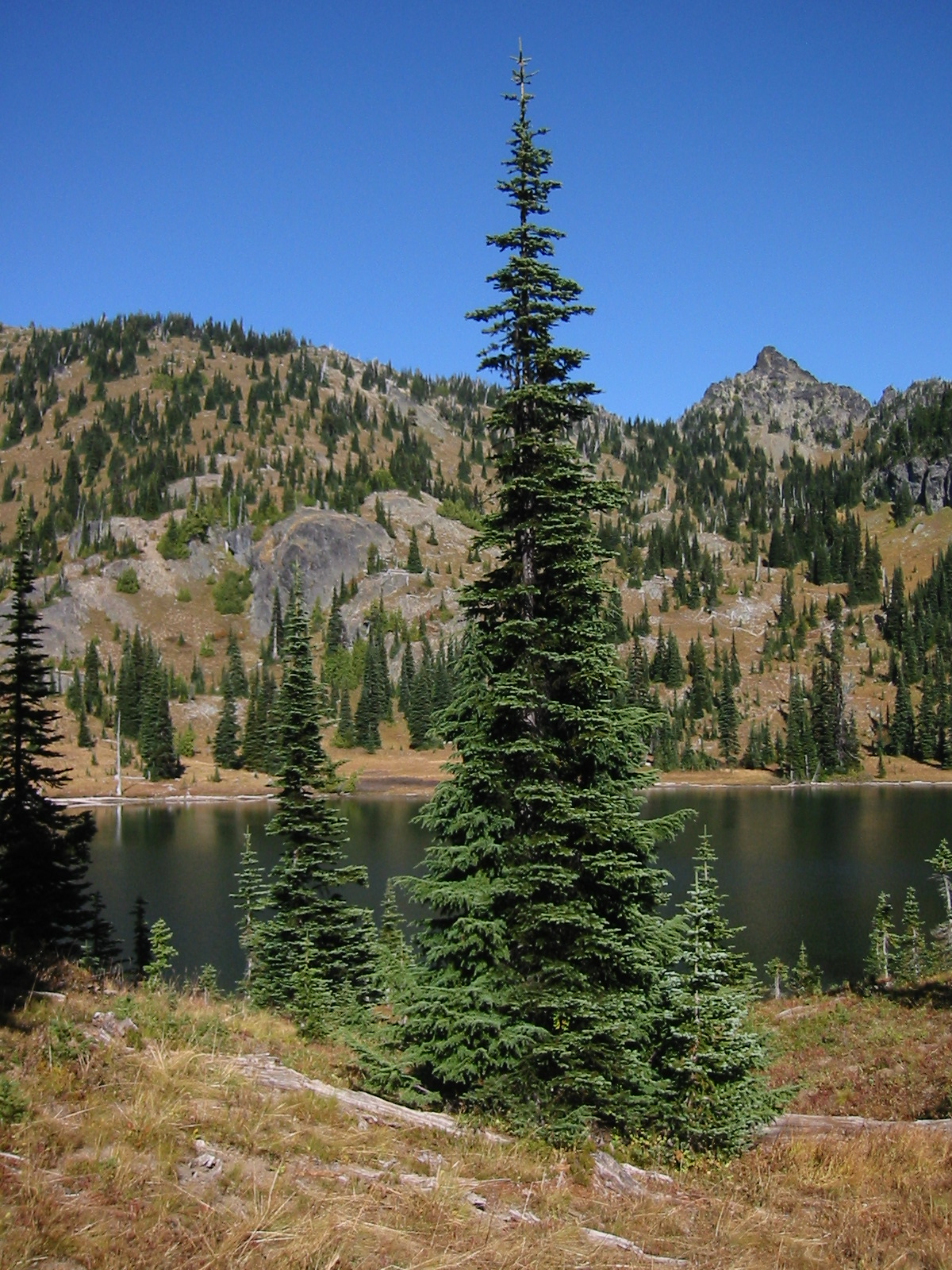

Subalpien is in de montane ecologie de vegetatiezone net onder de boomgrens, maar boven de echte bergbossen. Deze zone wordt ook wel Krummholzzone genoemd. Het is een overgangszone tussen de montane en alpiene zones. In gebergten op gematigde breedtegraad, zoals de Alpen, ligt de subalpiene zone in het algemeen tussen 1600 en 2000 m boven zeeniveau. 
Onder natuurlijke omstandigheden wordt de subalpiene zone gekenmerkt door struikgewas en dwergvormen van bomen (Krummholz). Vaak wordt de zone in de zomer benut als begrazingsgebied voor vee. In de Alpen komen in de subalpiene zone rijk begroeide alpenweiden voor, deze zijn open geraakt als gevolg van begrazing. Typisch voor dergelijke weiden is dat er soorten groeien die in het strengere klimaat van de alpiene zone zelf niet meer gedijen. Soorten die kenmerkend zijn voor de subalpiene zone, zoals de Alpenroos (Rhododendron ferrugineum), kunnen in de subalpiene zone hoger groeien.
De gemiddelde temperatuur in de subalpiene zone ligt tussen de 3 en 6 °C. In gebergten op gematigde breedtegraad, zoals de Alpen, ligt de subalpiene zone in het algemeen tussen 1600 en 2000 m boven zeeniveau.